# Model Brace-Gatarek-Musiela
Model Brace-Gatarek-Musiela, model BGM – nieliniowy model finansowy stóp procentowych. Jego współautorami są polscy matematycy Dariusz Gątarek i Marek Musiela. Służy do wyceny instrumentów pochodnych opartych na stopie procentowej. Używa się go najczęściej do wyceny tzw. „swaptions” (instrument pochodny będący hybrydą opcji i swapa. W modelu wykorzystuje się stawkę LIBOR. W przeciwieństwie do modelu Hulla-White'a, który wykorzystuje chwilową krótką stopę procentową, lub modelu Heath-Jarrow-Morton (HJM), który wykorzystuje chwilową stopę forward, model Brace-Gatarek-Musiela (BGM) wykorzystuje wyłącznie stopy obserwowalne. Model BGM jest także spójny z modelem Blacka (będącym odmianą powszechnie stosowanego modelu pochodnego Blacka-Scholesa).